# Salada russa
Salada russa é uma salada de legumes em cubos e outros alimentos associados com maionese. É chamada de "salada Olivier" na Rússia, Ucrânia, Irão e Estados Unidos.
No Brasil, também é conhecida como "salada de maionese".

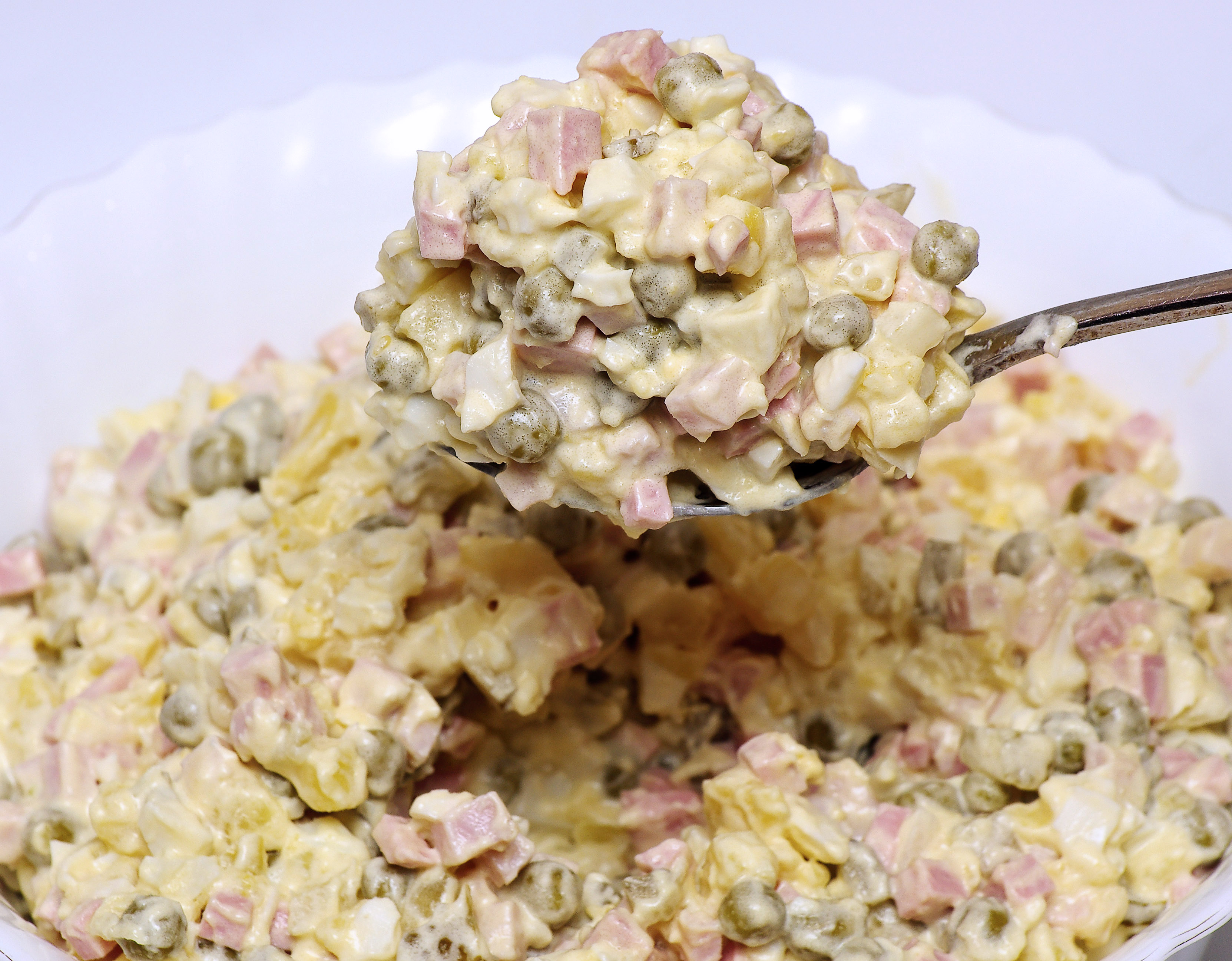
Salada russa

## História
Foi inventada nos anos 1860 por Lucien Olivier, chef do famoso restaurante Hermitage situado na Praça Trubnaia, em Moscovo. Este prato tornou-se muito popular pelos frequentadores do local e sua fama se estendeu. A receita exata - particularmente a do molho - é o segredo de Lucien Olivier, mas seu assistente, Ivan Ivanov, um dia tentou afastar o chef da cozinha e observou o estoque de comida para deduzir a composição do prato e seu molho.
Ivanov foi então contratado como chefe em outro restaurante, onde ele propôs a "stolychnyj", uma salada semelhante à de Olivier, mas os gourmets notaram que o molho não era tão bom. (Sabemos que o de Olivier era uma espécie de maionese feita com vinagre francês, mostarda e azeite Provence, mas não as proporções exatas.)
Ivanov vendeu a receita para várias editoras, o que contribuiu para sua popularização. Os ingredientes raros, caros, sazonais ou difíceis de preparar foram gradualmente substituídos por alimentos mais baratos e mais acessíveis para compor receitas agora consideradas de fácil execução e de baixo custo.
Esta simplificação é principalmente devido à escassez de alimentos causada pela Revolução Russa de 1917.
A salada russa faz parte das tradições culinárias da Rússia. Ela é utilizada em conjunto com outros pratos em todas as principais celebrações familiares, especialmente o Dia do Ano Novo. Sua fama chegou a muitos países, em primeiro a França, onde se encontram muitos aristocratas russos. Aperitivos na moda, a salada espalhou para a Inglaterra, Itália e Espanha, onde é amplamente consumida sob o nome "Ensaladilla Rusa". E também na Romênia, onde é chamada de "Salata de Carne".

## Ingredientes
Desde meados do século XX, esta salada é geralmente feita de legumes cozidos e cortados em cubos, arrefecidos e juntados com maionese (como uma macedônia de legumes frios): batatas, picles, ervilhas, cenouras, cebolas, às quais se adiciona mortadela ou carne cozida, muitas vezes, frango e, especialmente, a maionese. Em alguns restaurantes, apresenta-se com linguiça , salsicha, lagosta...
Na Espanha, ela consiste geralmente de cenoura, atum, ovos, ervilhas, tiras de pimentão vermelho assado, azeitonas verdes, batatas e maionese.
A receita original não inclui batatas.
Joseph Favre indica peitos de frango, filetes de perdiz, presunto, rosbife ou carne de vaca, trufas, anchovas da Noruega e salmão defumado, preparado com legumes numa fôrma de boneca russa.
O Larousse Gastronomique mostra uma composição de vários legumes com maionese, língua, salsichas, cogumelos cozidos, lagosta, trufas, tudo preparado em cúpula em um molde coberto de geléia e decorado.
No Dicionário da Academia de gourmets, é composto de maionese, legumes, lagosta, lagostim, cogumelos, linguiça, língua, trufas, anchovas, alcaparras, picles, pepinos, etc.

## Mudança de nome, sob a influência da política
Sob a ditadura de Franco na Espanha (1936-1976), as restrições sobre as liberdades e as várias proibições não salvam a cozinha. O nome da "salada russa", muito popular neste país, é alterado para "salada Nacional", sob pressão dos militares fascistas.[carece de fontes?]